# Daisies (film 1914)
Daisies è un cortometraggio muto del 1914 diretto e interpretato da Phillips Smalley e Lois Weber, che firma anche la sceneggiatura.

## Produzione
Il film - un cortometraggio a una bobina - fu prodotto dalla Rex Motion Picture Company.

## Distribuzione
Distribuito dall'Universal Film Manufacturing Company, uscì nelle sale cinematografiche statunitensi il 3 settembre 1914.